# Ceratozamia vovidesii
Ceratozamia vovidesii là một loài thực vật hạt trần trong họ Zamiaceae. Loài này được Pérez-Farr. & Iglesias mô tả khoa học đầu tiên năm 2007.